# Karjaluoto (ö, lat 60,38, long 21,77)
Karjaluoto är en ö i Finland.   Den ligger i kommunen Nådendal i landskapet Egentliga Finland, i den sydvästra delen av landet, 180 km väster om huvudstaden Helsingfors.